# California rocket fuel
California rocket fuel (combustible californiano de cohetes) es un término médico coloquial utilizado en Estados Unidos entre los doctores para referirse a la administración combinada de mirtazapina y venlafaxina. Esta combinación es normalmente usada en el tratamiento de depresión severa resistente a otros tratamientos y muestra eficacia superior a la tranilcipromina, un antidepresivo inhibidor de la monoamino oxidasa, que aunque estadísticamente esta ventaja no es significativa sí muestra menores efectos secundarios y mejor tolerancia. Sin embargo cuando es usada como tratamiento inicial, la mirtazapina combinada con venlafaxina duplica la tasa de remisión respecto a la monoterapia con antidepresivos.
Es esperable que el mismo resultado se produzca también con la combinación de mirtazapina y desvenlafaxina (Pristiq).